# Eurymédon (Géant)
Pour les articles homonymes, voir Eurymédon.
Dans la mythologie grecque, Eurymédon (en grec ancien Εὐρυμέδων / Eurumédôn) est un Géant, fils d'Ouranos (le Ciel) et de Gaïa (la Terre). Il est le père de Péribée.
Selon Homère, Eurymédon gouverne une race d'hommes gigantesques et sauvages — probablement les Géants — qui vivent à l'extrême-ouest sur l'île de Thrinacie. Il « perd son peuple impie et se perd lui-même », sans que l'on sache pourquoi.
Il s'agit peut-être du même Eurymédon qui, selon une tradition minoritaire, viole Héra alors qu'elle réside encore chez ses parents ; elle en conçoit Prométhée. Quand Zeus, après avoir épousé Héra, s'aperçoit qu'elle n'est plus vierge, il jette Eurymédon au Tartare et profite du premier prétexte pour faire enchaîner Prométhée.